# سیارک ۱۹۲۸۷
سیارک ۱۹۲۸۷ (به انگلیسی: 19287 Paronelli، نامگذاری:1996DH1) نوزده هزار و دویست و هشتاد و هفتمین سیارک کشف شده‌است که در ۲۲ فوریه ۱۹۹۶ کشف شد.
قدر مطلق سیارک برابر ۳۰.۹ است.